# Prince of Persia 3D
Prince of Persia 3D est un jeu vidéo de plates-formes et d'action-aventure développé par Red Orb Entertainment, sorti en septembre 1999 sur Windows. Il est porté sur Dreamcast en novembre 2000 sous le nom Prince of Persia: Arabian Nights (littéralement Le Prince de Perse : Les Nuits d’Arabie).

## Système de jeu
Il est réalisé entièrement en 3D et se place dans la lignée des précédents épisodes, il présente une animation détaillée du personnage, un scénario travaillé avec une trame romantique, des énigmes et des pièges.

## Scénario
Le jeu débute alors que le sultan, accompagné du Prince, rend visite à son frère Assan. Mais alors que le sultan s'éloigne, le Prince est attaqué et enfermé dans le donjon du palais. Après son évasion, il apprend que son épouse bien-aimée, la princesse, a été promise il y a plusieurs années au fils d'Assan, Rugnor, qui souhaite donc se débarrasser de lui. Le Prince retrouve les frères, mais Assan tue le sultan par accident et s'enfuit. Le Prince poursuit et combat Rugnor qui retient la princesse captive. Après plusieurs combats, s'apercevant que la princesse le rejette et que le Prince n'a pas l'intention de l'abandonner, il décide de tuer la jeune femme. Il l'attache sur un énorme engrenage et cherche à l'écraser. Mais le Prince arrive à temps, tue Rugnor, sauve la princesse et l'emmène loin du pays sur une créature volante.

## Développement et distribution
Les deux premiers épisodes de Prince of Persia sont développés par Brøderbund sous la direction de Jordan Mechner. Le premier épisode sort en 1989 sur Apple II et à la suite d'un grand succès, est porté sur une vingtaine de supports ; le deuxième épisode sort sur DOS et Macintosh en 1993.
En 1998, Brøderbund se lance dans le projet d'un troisième épisode, mais la société va connaître à cette époque de nombreux problèmes financiers et organisationnels. En juin 1998, l'américain The Learning Company achète Brøderbund qui connaît des difficultés financières depuis 3 ans, puis annonce 500 licenciements en septembre (près de 42 % du total des employés). En décembre 1998, The Learning Company est racheté en partie par le groupe américain Mattel, cette opération et sa gestion dans les mois qui suivent font perdre beaucoup d'argent à Mattel, si bien que certains analystes parlerons de "l'une des pires acquisitions dans l'histoire des sociétés commerciales".
Le développement du troisième épisode est alors confié à Red Orb Entertainment, une ancienne division de Brøderbund. L'équipe de développement est complètement différente de celle qui a travaillé sur Prince of Persia 2: The Shadow and the Flame, à l'exception de la compositeur Jonelle Adkisson. Jordan Mechner ne participe que peu au développement, il occupe un rôle de consultant créatif. Intitulé Prince of Persia 3D, il sort sur Windows en 1999, et est édité par The Learning Company en septembre en Amérique du Nord et en octobre en Europe. Mais en raison de difficultés financières, le jeu est distribué avant de passer par l'étape finale de détection des bugs et de correction des stages; le produit souffre alors de nombreux bugs et problèmes de caméra et de jouabilité. Le jeu est réédité dans diverses gammes à bas prix en 2003-2004,.

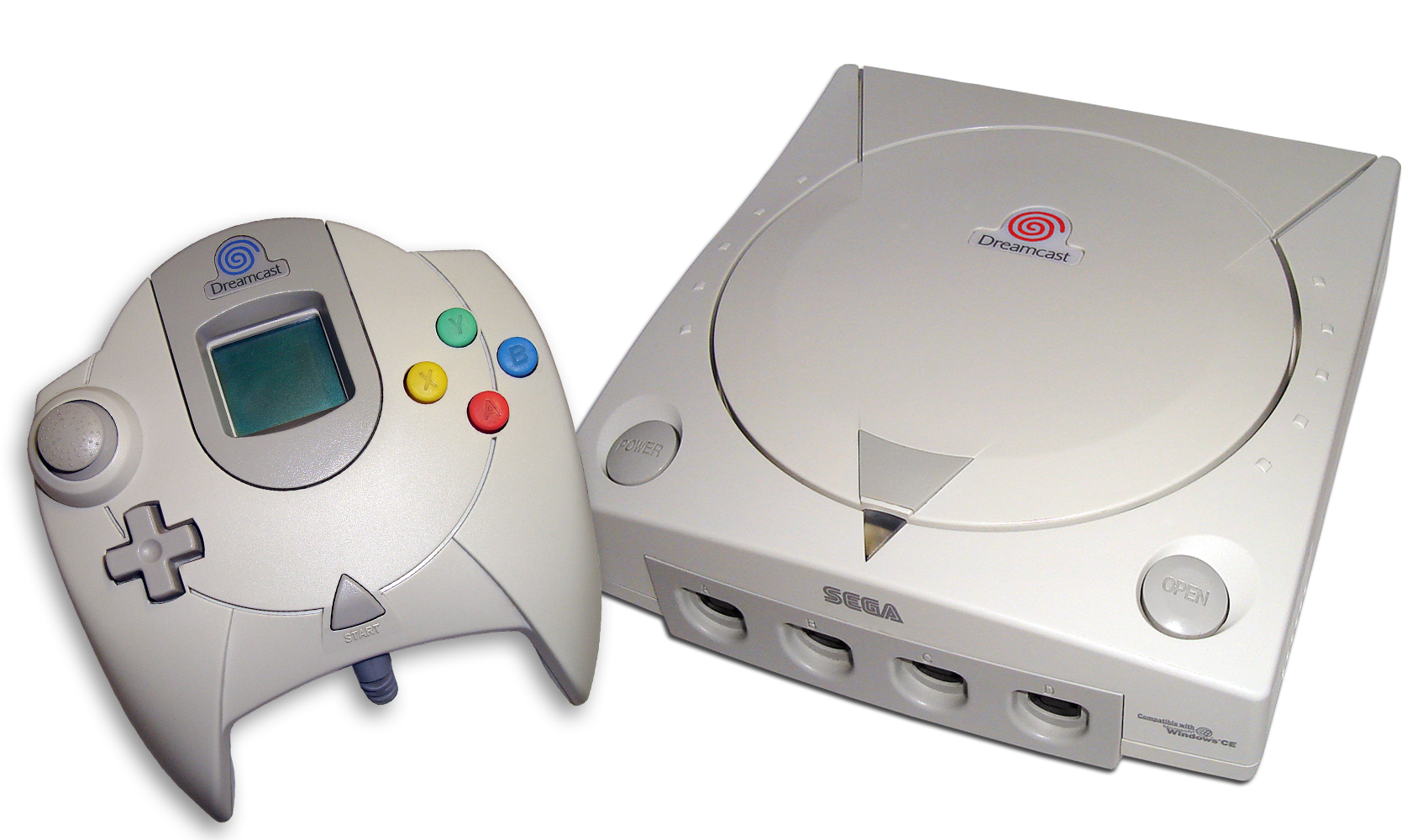
Dreamcast et sa manette.

En 1999-2000, à la suite de plusieurs acquisitions, Mattel connaît de graves problèmes financiers et cherche à se séparer au moins en partie de The Learning Company. En septembre 2000, il cède The Learning Company à Gores Technology Group afin qu'il vende la société. Ce groupe divise la société en trois sections : un pôle divertissements et jeux, une section centrée sur les logiciels éducatifs qui garde le nom de The Learning Company, et Brøderbund qui regroupe les logiciels domestiques.
Le studio indépendant Avalanche Software (habitué des portages) est chargé de développer une version pour Dreamcast (DC). Intitulée Prince of Persia: Arabian Nights (ou Arabian Nights : Prince of Persia en France) elle est éditée par Mattel Interactive en novembre 2000 uniquement en Amérique du Nord. Cette version corrige les bugs les plus importants et améliore les contrôles mais souffre toujours de problèmes de caméra.

## Accueil
En raison de difficultés financières, le jeu est distribué avant de passer par l'étape finale de détection des bugs et de correction des stages; le produit souffre alors de nombreux bugs et problèmes de caméra et de jouabilité. Il est assez mal reçu par la critique, d'autant plus que les deux épisodes précédents avaient été appréciés,,.

## Postérité
En raison de ses gros défauts, Prince of Persia 3D est souvent considéré comme l'épisode « raté » de la série. Les développeurs des épisodes suivants ne s'inspireront pas de cet opus.
Le produit a en revanche fortement inspiré le jeu Arabian Nights développé par Silmarils et distribué par Visiware et Wanadoo en 2001.